# Ann Jansson
Ann Jansson, (ur. 1 lipca 1958) – szwedzka lekkoatletka specjalizująca się w chodzie sportowym. 
W 1985 r. zajęła V miejsce w chodzie na 3000 metrów podczas światowych igrzysk halowych w Paryżu. Największy sukces na arenie międzynarodowej odniosła w 1986 r. w Stuttgarcie, zdobywając srebrny medal mistrzostw Europy w chodzie na 10 kilometrów. W 1987 r. zajęła VI miejsce w chodzie na 3000 metrów podczas halowych mistrzostw świata w Indianapolis, natomiast w 1988 r. zajęła VII miejsce tej samej konkurencji podczas rozegranych w Budapeszcie halowych mistrzostw Europy.
Była wielokrotną mistrzynią Szwecji: siedmiokrotnie w chodzie na 3000 metrów (1979, 1981, 1982, 1983, 1984, 1985, 1986), sześciokrotnie w chodzie na 5000 metrów (1980, 1982, 1984, 1985, 1986, 1987) oraz siedmiokrotnie w chodzie na 10 kilometrów (1980, 1981, 1982, 1983, 1985, 1986, 1987).
Rekordy życiowe:
- chód na 3000 metrów (hala) – 13:04,29 – Indianapolis 06/03/1987
- chód na 10 kilometrów – 46:14 – Stuttgart 26/08/1986